# FK BSK Borča
A BSK Borča (szerbül Фудбалски клуб Борчански спортски клуб Борча) egy szerb labdarúgócsapat, székhelye Belgrád városában található. Jelenleg a szerb élvonalban szerepel.

## Története
A BSK Borčát 1937 áprilisában alapították, és a belgrádi regionális labdarúgó-bajnokságban kezdte meg szereplését, ahol egészen az 1990-es évek közepéig szerepelt.
A felemelkedés 1993-ban kezdődött meg, mikor a Bami nevű cég vezetője, Dragomir Vasić karolta fel a klubot. A legalsóbb szintű labdarúgó-bajnokságba zuhant egyesület anyagi hátterét rendezte, a labdarúgócsapatnak 1000 férőhelyes stadiont építtetett. Az évről évre egy-egy szinttel fentebb lépő FK BSK 1998-ban már a jugoszláv másodvonalban vitézkedett, majd a 2006–07-es, illetve a 2007–08-as szezonban már osztályozót játszott az élvonalba jutásért.
A történelmi sikert a 2008–09-es hozta meg, a BSK Borča megnyerte a másodosztályú pontvadászatot, így jogot szerzett, hogy a legjobb szerb csapatok között szerepeljen.

## Külső hivatkozások
- Hivatalos honlap (szerbül)
- Adatlapja az uefa.com-on (angolul)